# Československá obec legionářská
Československá obec legionářská z.s., ve zkratce ČsOL, je nepolitický, neziskový a obecně prospěšný spolek, sdružující veterány československého zahraničního a domácího odboje z doby 2. světové války, válečné veterány Armády České republiky - účastníky zahraničních vojenských misí (nositele osvědčení válečného veterána podle zákona č. 170/2002 Sb. ze dne 9. dubna 2002), jejich rodinné příslušníky, pozůstalé a všechny příznivce, kteří chtějí být aktivními členy ČsOL a chtějí přispívat k rozvoji a plnění jejího poslání. ČsOL je historickým pokračovatelem ČsOL založené v roce 1921.

## Historie Československé obce legionářské

### 1921 až 1939
Československá obec legionářská byla založena na ustavujícím sjezdu ČsOL v Praze dne 22. května 1921 legionáři všech bojišť první světové války (legionář ve smyslu zákona č. 462/1919 Sb.). Svůj původ odvozovala od Sokola a převzala podle něj i organizační členění: jednota, župa, ústředí. Členy ČsOL byli i vedoucí političtí činitelé prvního odboje, např. T. G. Masaryk a E. Beneš. Za svůj program přijali zásady vyjádřené T. G. Masarykem ve Washingtonské deklaraci. Osvětovou činnost zaměřili především na informování veřejnosti o svém bojovém vystoupení v zahraničí a podílu na vytvoření samostatné republiky. Měli od roku 1924 svůj deník „Národní osvobození“, jehož vydávání bylo za 2. světové války přerušeno a po roce 1948 zastaveno. Uskutečnili tři manifestační sjezdy, posledního v roce 1935 se zúčastnilo na 40 000 lidí.
ČsOL se věnovala také sociální činnosti, zasazovala se za zákony které měly zajistit podporu vdovám a sirotkům po padlých legionářích i péči o ty, kteří v boji ztratili zdraví. Byla přijata řada opatření ve prospěch legionářů, např. měli přednostní právo při umísťování v zaměstnání. S vojenskou okupací českých zemí Němci byla ČsOL na jaře roku 1939 rozpuštěna a její vedoucí činovníci internováni. Mnoho členů ČsOL, bývalých legionářů, se zapojilo do protinacistického odboje doma i v zahraničí.

### 1945 až 1989
Po vítězství nad nacismem v roce 1945 byla činnost ČsOL opět obnovena. Na svém IV. manifestačním sjezdu dne 5. a 6. července 1947 přijali legionáři do svých řad příslušníky československé zahraniční armády ze všech front druhé světové války, nositele osvědčení 255/1946 Sb.
Po únoru 1948 byla ČsOL začleněna bez souhlasu členstva do jednotného Svazu bojovníků za svobodu, později přejmenovaného na Svaz protifašistických bojovníků. Vedení Svazu protifašistických bojovníků požádalo dne 17. července 1949 o výmaz Československé obce legionářské z registrace, čímž byla ČsOL protiprávně zrušena.
V době mezi roky 1949 až 1990 pokračovala činnost ČsOL v zahraničí. Centrální vedení ČsOL z zahraničí se nacházelo v Londýně, jednoty ve Francii, Austrálii, Brazílii a Spojených státech amerických. Předsedou exilové ČsOL se od roku 1949 stal br. gen. Alois Liška, bývalý velitel Československé samostatné obrněné brigády ve Velké Británii.

### 1989 až 2001
Po pádu totality se dne 8. října 1991 sešli legionáři a delegáti jednotek československé zahraniční armády a navázali na činnost zahraničních jednot ČsOL podle zákona č. 83/1990 Sb. pokračovali v činnosti ČsOL, což bylo potvrzeno registrací Ministerstva vnitra České republiky dne 12. února 1992 podle č. j. VCS/1-10058/92. Na celostátním sněmu ČsOL ve dnech 4. a 5. dubna 1995 byly schváleny úpravy původních stanov z roku 1921. Předsedou byl zvolen generál Tomáš Sedláček.
Znovuobnovené ČsOL nebyl navrácen původní historický majetek a jako kompenzaci získala pro účely sídla spolku budovu hotelu Legie (Sokolská 33, Praha 2). Původní sídlo ČsOL (Legerova 22, Praha 2) se do majetku ČsOL nevrátilo, a dnes slouží jako sídlo Českého svazu bojovníků za svobodu.
Úplná platnost a nezávislost ČsOL byla schválena řádným republikovým sněmem ČsOL konaným ve dnech 28. a 29. března 2001.

### Od roku 2001
V březnu 2001, v jubilejním roce 80. výročí vzniku, se uskutečnil celostátní sněm který rozhodl, že ČsOL se stane zcela samostatnou organizaci, nezávislou na Českém svazu bojovníků za svobodu. Jejím předsedou pro čtyřleté období byl zvolen brig. gen. v.v. Antonín Špaček, stejně tak i v roce 2004. Po jeho úmrtí byl v červnu 2007 a opětovně v červnu 2011 předsedou zvolen plk. Pavel Budinský. Na posledním sjezdu byl přítomen ministr obrany Alexander Vondra, předseda Senátu ČR Milan Štěch i primátor hl. m. Prahy Bohuslav Svoboda.
V sobotu a neděli 23. a 24. listopadu 2013 byla v sálech "Paláce Legie" v Praze 1 Sokolské ulici uspořádána 1. mezinárodní odborná konference Československé obce legionářské, za účasti našich i zahraničních přednášejících.
Ve dnech 10. a 11. listopadu 2015 proběhl řádný Republikový sněm ČsOL. Hosty sněmu byli předseda Senátu Parlamentu ČR Milan Štěch, náměstkyně pro řízení sekce právní Ministerstva obrany ČR Alena Netolická, náčelník Generálního štábu AČR genpor. Josef Bečvář, starostka České obce sokolské Hana Moučková, ředitel odboru pro válečné veterány Ministerstva obrany ČR plk. Eduard Stehlík, vojenští přidělenci spojeneckých států a další zástupci spřátelených organizací. Sněm zvolil Statutární orgán ve složení: předseda plk. Pavel Budinský, 1. místopředseda plk. Jindřich Sitta, místopředseda brig. gen. v. v. Emil Boček (bývalý letec RAF), plk. v. v. Václav Kuchynka (bývalý příslušník 1. čs. armádního sboru v SSSR) a mjr. v.v. Tichomir Mirkovič (bývalý jugoslávský partyzán).
Slavnostní Republikový sněm ČsOL proběhl 28. září 2019 v Národním památníku na Vítkově. Čestnými hosty sněmu byli místopředseda Poslanecké sněmovny Parlamentu České republiky Vojtěch Pikal, náčelník Vojenské kanceláře prezidenta republiky gen. mjr. Jan Kaše, zástupce náčelníka Generálního štábu Ozbrojených sil Slovenské republiky gen. mjr. Josef Pokorný, zmocněnkyně ministra obrany České republiky paní Alena Netolická, ředitel Sekce podpory Generálního štábu Armády České republiky gen. mjr. Štefan Muránský, zástupce ředitele Vojenského historického ústavu plk. Michal Burian a zástupce Ochranné služby Policie České republiky plk. Jiří Ploc. Součástí programu bylo také slavnostní předání nového praporu ČsOL poslankyní a starostkou Městské části Praha 2 Janou Černochovou. Nový prapor Ústředí ČsOL, jehož rubová strana s nápisem "Pravda vítězí" a folklórními motivy vychází z historického vzoru, je doplněn památeční stuhou Městské části Praha 2, kde Ústředí ČsOL sídlí. V rámci pracovního jednání sněmu byl ve funkci předsedy ČsOL potvrzen plk. v. v. Pavel Budinský, do funkcí místopředsedů ČsOL byli zvoleni arm. gen. v. v. Emil Boček (rezignoval na funkci 24. července 2020), Ing. Tomáš Pilvousek, brig. gen. v. v. Václav Kuchynka (zemřel 15. prosince 2020) a plk. v. v. Tichomir Mirkovič (zemřel 14. dubna 2022).
Dne 18. února 2023 proběhl v Konferenčním sále DAP na Vítězném náměstí zatím poslední řádný Republikový sněm ČsOL, na kterém bylo zvoleno aktuální vedení organizace. Čestnými hosty sněmu byli senátorka Senátu Parlamentu České republiky Hana Kordová Marvanová, ředitel Sekce rozvoje sil Ministerstva obrany brig. gen. Petr Milčický, zástupce Vojenské kanceláře prezidenta republiky plk. Martin Machatý, patriarcha Církve československé husitské pan Tomáš Butta, ředitel Vojenského ústředního archivu Josef Žikeš a zástupce Hradní stráže kpt. Jan Gallas. Po slavnostním zahájení, předání ocenění a přednesení pracovních zpráv, došlo na volby do volených orgánů ČsOL. Při volbách byl v pozici předsedy ČsOL potvrzen válečný veterán plk. v. v. MUDr. Pavel Budinský, který byl v čele organizace od roku 2007. Na pozici místopředsedy ČsOL byl potvrzen Ing. Tomáš Pilvousek, dlouholetý předseda Jednoty ČsOL v Mladé Boleslavi. Nově byl místopředsedou ČsOL zvolen pplk. Ing. Viliam Beke, zástupce velitele Vojenské střední školy a  Vyšší odborné školy MO v Moravské Třebové "Školy Československé obce legionářské". Dále bylo zvoleno 12 členů Předsednictva Republikového výboru, členové Ústřední revizní komise a Rozhodčí rady a také 69 členů Republikového výboru a 87 jejich náhradníků.
ČsOL v současnosti realizuje několik významných projektů, z nichž nejvýraznějšími jsou projekty Legiovlak (původně jako součást projektu Legie 100), Péče o válečné veterány, Zámeček Pardubičky - Larischova vila, Sociální a zdravotní pomoc a Legionáři pro mládež. ČsOL provozuje také Hotel Legie, na adrese Praha 2, Sokolská 33, č. p. 486 (nacházející se na pozemku parcelní č. 1688), označován také jako Měšťanský dům Štefánikův, který je po celou dobu své existence spjat s armádou. Od roku 2021 byl Hotel Legie uzavřen. Součástí hotelu je 50 pokojů včetně vybavení (5. - 8. NP) - recepce, místnost na zavazadla (přízemí), výloha (přízemí), restaurace a kuchyně včetně vybavení, 3 přilehlé salonky (2. NP),taneční sál, vedlejší kanceláře, šatna, prostor výrobny-cukrárny (3. NP) a 6 sklepních prostor a prostor pro údržbu. 
ČsOL eviduje přes 3700 členů.

## Vedení Československé obce legionářské

### Ústředí ČsOL
Ústředí ČsOL sídlí na adrese Sokolská 33, Praha 2, v budově hotelu Legie. Ústředí tvoří Předsednictvo Republikového výboru ČsOL, Statutární orgán ČsOL, Ústřední revizní komise ČsOL, Rozhodčí rada ČsOL, komise PRV ČsOL, jiné komise zřízené vnitřními předpisy a další odborní pracovníci.

### Seznam předsedů
- Josef Patejdl (1921–1939)
- Josef David (1945–1949)
- Tomáš Sedláček (1992–2001)
- Antonín Špaček (2001–2007)
- Pavel Budinský (2007–2025), zbaven členství[9]

### Předsedové v exilu
- Alois Liška (1949–1977)

## Organizace Československé obce legionářské

### Orgány Československé obce legionářské
Nejvyšším orgánem ČsOL je Republikový sněm, který je svoláván minimálně jednou za čtyři roky. Mimo sněmy je nejvyšším orgánem Republikový výbor ČsOL (zkr. RV ČsOL). Schází se podle potřeby, nejméně však jedenkrát za čtyři měsíce. Výkonným orgánem je Předsednictvo Republikového výboru ČsOL (zkr. PRV ČsOL). Zasedá podle potřeby, nejméně však jednou za dva měsíce. Členy PRV ČsOL je dvanáct sněmem zvolených členů ČsOL a členové Statutárního orgánu ČsOL. Statutární orgán ČsOL (zkr. SO ČsOL) tvoří předseda a dva místopředsedové. Revizními orgány ČsOL jsou pětičlenná Ústřední revizní komise (zkr. ÚRK ČsOL) a revizoři jednotlivých jednot.
Rozhodčí rada ČsOL je orgánem, který projednává a řeší spory mezi organizacemi, orgány a členy ČsOL, závažné morální poklesky jednotlivých členů, stížnosti jednot a jednotlivců.

### Jednoty ČsOL
Jednota je základní jednotkou vnitřní organizace ČsOL, sdružuje členy a vytváří se na základě územního principu v rámci jednoho kraje, okresu, města, městské části/obvodu nebo několika obcí, vojenského útvaru a všude tam, kde lze tvořit podmínky pro aktivní činnost. Všechny jednoty mají stejné postavení. Nejvyšším orgánem jednoty je členská schůze, kterou svolává výbor jednoty podle potřeby, avšak nejméně jednou ročně. Členská schůze volí ze svého středu výbor jednoty ve složení předseda, místopředseda, člen výboru, případně další funkce (hospodář, revizor).
Jednota zastupuje ČsOL na území, na kterém působí, jen v míře běžné činnosti jednoty. Zástupci jednoty jsou členové jejího výboru.

#### Seznam jednoty ČsOL k 27. 7. 2023

##### Hlavní město Praha
- Jednota Praha 1
- Jednota Praha 2
- Jednota Praha 3
- Jednota Praha 4
- Jednota Praha 5
- Jednota Praha 6
- Jednota Praha 7 (pozastavená činnost)
- Jednota Praha 8 (pozastavená činnost)
- Jednota Praha 9
- Jednota Praha 10

##### Jihočeský kraj
- Jednota Boletice
- Jednota České Budějovice
- Jednota Český Krumlov
- Jednota Jindřichův Hradec
- Jednota Písek
- Jednota Strakonice
- Jednota Tábor
- Jednota Vimperk

##### Jihomoravský kraj
- Jednota Brno 1
- Jednota Brno 2
- Jednota Břeclav
- Jednota Hodonín
- Jednota Hostěradice
- Jednota Mikulov
- Jednota Špilberk
- Jednota Valtice
- Jednota Vyškov
- Jednota Znojmo

##### Karlovarský kraj
- Jednota Cheb
- Jednota Karlovy Vary

##### Královéhradecký kraj
- Jednota Hradec Králové
- Jednota Jičín

##### Liberecký kraj
- Jednota Česká Lípa
- Jednota Jablonec nad Nisou
- Jednota Liberec
- Jednota Nový Bor
- Jednota Vojsk posádky Liberec

##### Moravskoslezský kraj
- Jednota Bruntál
- Jednota Frýdek-Místek
- Jednota Havířov
- Jednota Nový Jičín
- Jednota Opava
- Jednota Ostrava 1
- Jednota Ostrava 2

##### Olomoucký kraj
- Jednota Olomouc 1 "6. čs. střel. pluku Hanáckého"
- Jednota Olomouc 2
- Jednota Prostějov
- Jednota Přerov

##### Pardubický kraj
- Jednota Chrudim
- Jednota Lanškroun
- Jednota Moravská Třebová
- Jednota Pardubice
- Jednota Ústí nad Orlicí

##### Plzeňský kraj
- Jednota Plzeň
- Jednota Rokycany
- Jednota Tachov

##### Středočeský kraj
- Jednota Benešov 1
- Jednota Benešov 2
- Jednota Beroun
- Jednota Český Brod
- Jednota Kladno
- Jednota Mělník
- Jednota Mladá Boleslav
- Jednota Poděbrady
- Jednota Příbram
- Jednota Rakovník
- Jednota Rudná

##### Ústecký kraj
- Jednota Děčín
- Jednota Chomutov
- Jednota Litoměřice
- Jednota Teplice
- Jednota Ústí nad Labem
- Jednota Žatec-Jih

##### Kraj Vysočina
- Jednota Horácko
- Jednota Jihlava

##### Zlínský kraj
- Jednota Kroměříž
- Jednota Valašské Klobouky
- Jednota Valašské Meziříčí

##### Zahraniční jednoty
- Jednota Jekatěrinburg (RU )
- Jednota Paříž (F )
- Jednota Slovensko (SK )
- Jednota Ukrajina (UA )
- Jednota Velká Británie (GB )
- Jednota Washington (USA )

## Poslání Československé obce legionářské
- Usilovat svou činností o zachování míru a bezpečnosti v souladu s Chartou Spojených národů a dodržování lidských práv a svobod ve smyslu Všeobecné deklarace lidských práv a svobod, přijatých Valným shromážděním Spojených národů dne 10. prosince 1948.
- Uchovávat, rozvíjet a předávat příštím generacím demokratické a humanitní tradice, za kterých vznikla samostatnost českého (československého) národa v letech 1914-1918 a byla znovu vybojována v letech 1939-1945.
- Přispívat k obnovení národní hrdosti a uchování demokratických a bojových tradic v armádě a u občanů České republiky.
- Spolupracovat s historickými ústavy, školami a jinými institucemi při zpracování dějin a jejich využití ve výuce a výchově.
- Ve spolupráci se státními a územními orgány napomáhat při obnově, zřizování a udržování památníků, čestných pohřebišť a jiných památných míst bojů československých a českých vojáků, a to jak v České republice, tak i v zahraničí.
- Navazovat a prohlubovat styky se zahraničními organizacemi válečných veteránů a jejich prostřednictvím hájit zájmy České republiky.
- Poskytnout sociální a humanitární výpomoc členům, zejména válečným veteránům a vdovám po nich a pozůstalým ve smysli čl. 1 preambule stanov Československé obce legionářské.
- Prosazovat oprávněné nároky členů ČsOL u státních a samosprávných orgánů, zejména v sociálních a zdravotních otázkách a při jejich úplné společenské rehabilitaci.
- Usilovat o zřízení státních orgánů pro péči o válečné veterány.
- Požadovat navrácení nebo kompenzaci majetku, který ČsOL vlastnila a nebyl jí navrácen.
- Úzce spolupracovat s dalšími spolky a organizacemi, přispívat k udržování jednoty národního odboje a plnění jeho poslání při respektování rovnoprávností domácího odboje a zahraničního odboje.
- Pracovat s mládeží a starat se o všestranný rozvoj jejího vlasteneckého cítění, fyzické, morální a duševní připravenosti. K tomuto účelu může ČsOL vytvářet struktury Legionářské mládeže.
- ČsOL zachovává a prohlubuje vztahy s Armádou České republiky a svůj pozitivní vliv na národní uvědomění a vojenské tradice České republiky. K tomu soustavně omlazuje svoji členskou základnu přijímáním nových aktivních a přesvědčených členů nejen z řad válečných veteránů AČR či vojensko-historických klubů, kteří budou pokračovat v propagování a rozvíjení myšlenek a tradic, na kterých vznikla a stojí ČsOL, všestranně prosazovat a hájit zájmy jejích členů.
- Pro naplňování výše uvedených cílů provádí ČsOL doplňkovou činnost, který se zaměřuje především na:
  - Výchovu a práci s mládeží, zejména v oblasti dějin a sportu;
  - Uchování hmotných a nehmotných památek včetně zbraní formou sbírek dle platných právních předpisů;
  - Pořádání vzpomínkových, kulturních, vzdělávacích a sportovních akcí;
  - Doplňkové podnikání ve smyslu živnostenského zákona.

## Symbolika Československé obce legionářské

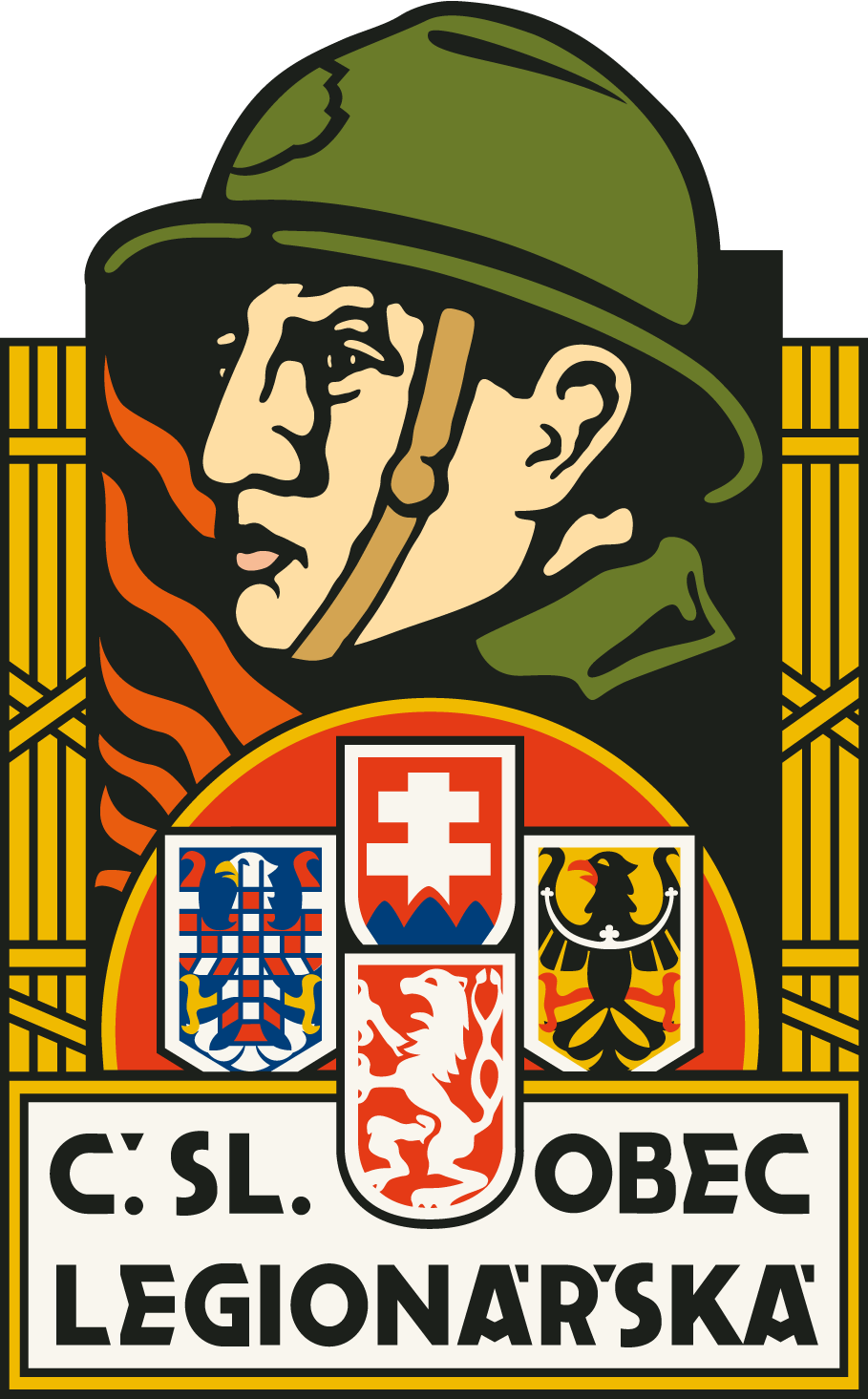
Znak Československé obce legionářské. Barevná varianta registrovaná v roce 2014, vycházející z historického znaku z roku 1924.

ČsOL používá svůj vlastní znak, jehož nová podoba vstoupila v platnost 1. července 2014. Nový znak je vyveden v černobílé a barevné variantě. Povinností každého člena, jednoty a orgánů ČsOL je používat výhradně tento znak. Jakékoli úpravy znaku (změna poměrů stran, záměna barev či úprava odstínů atd.) jsou přísně zakázány. Smyslem opatření je především odstranit užívaní řady různých podob znaku a dovnitř i navenek vystupovat jednotně jako silná organizace. V neposlední řadě bylo třeba odstranit řadu chyb heraldických a jiných v dosud užívaných znacích a navrátit se k podobě znaku, jenž ČsOL užívala po svém založení roku 1921. Ode dne 18. června 2014 je znak ČsOL registrován pod ochrannou známkou č. 338724 u Úřadu průmyslového vlastnictví a je chráněn českým právem. Není tak např. možné umisťovat bez souhlasu ČsOL znak na pamětní, dekorační, umělecké či užitné předměty, knihy, razítka atd.
Za celou dobu předválečného a těsně poválečného působení ČsOL, až do roku 1949 nebyl zjištěn ani jediný případ použití barevného provedení znaku v tiskové podobě. Tato se vyskytuje, historicky nepodložena, až ve druhé polovině 90. let 20. století, po znovuobnovení ČsOL. Barevné varianty znaku z předválečného a těsně poválečného období jsou sice doloženy na dochovaných praporech jednot, Jedná se však o různorodá provedení, na jejichž základě nelze nevyvratitelně potvrdit správnou barevnost znaku. Autorství historického znaku, přisuzované br. Ottu Gutfreundovi, se dosud nepodařilo doložit.
Znak ČsOL symbolizuje několik témat:
- Boj Čechů a Slováků v 1. světové válce za svobodu své země: Legionář na stráži v typické přilbě M15 "Adrian", který prošel ohněm světové války, jejíž plamen je znázorněn v pozadí.
- Vznik Československa - úsvit nové doby pro naše národy: Vycházející slunce, na jehož kotouči je umístěn stylizovaný tzv. sdružený znak čs. odboje. Stejně jako v případě původního sdruženého odznaku, jsou z hlav heraldických figur jednotlivých zemských znaků odstraněny koruny, jako symbol národní revoluce a odpoutání se od monarchie.
- Jednotu, svornost a bratrství: Po obou stranách znaku vyjádřeno svazky Svatoplukových prutů.
- Název organizace: Č. SL. OBEC LEGIONÁŘSKÁ je vepsán do znaku nestandardním, svébytným fontem písma. Textové provedení zkratky v podobě "Č. SL." v sobě odráží dobu vzniku naší organizace, kdy bylo používáno několik neustálených verzí názvu československého státu - mezi nimi právě i Česko-Slovensko, případně Česko-Slovenský.

Příslušníci ČsOL se po vzoru československých legionářů titulují "sestro" a "bratře". Jejich pozdravem je legionářské "Věrnost za věrnost" a "Nazdar". Tato tradice byla legionáři přejata od vlastenecké a tělovýchovné organizace Sokol.

## Legionářský směr

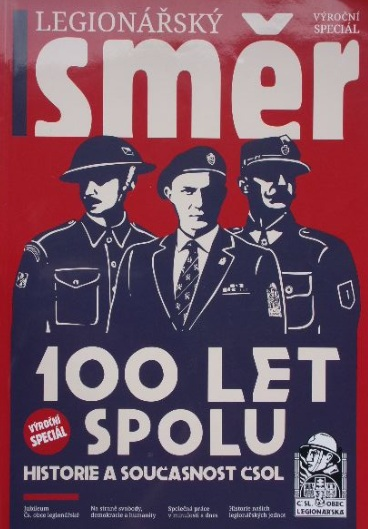
Legionářský směr, časopis vydávaný ČsOL, tento z roku 2021

V roce 2012 začala ČsOL vydávat svůj čtvrtletník "Legionářský směr". Časopis navazuje na stejnojmenný titul vydávaný ČsOL ve 20. letech 20. století jako týdeník, posléze měsíčník. Jeho hlavním posláním je v době blížícího se 100. výročí vzniku Československé republiky propagovat legionářské myšlenky, odkaz zakladatelů samostatného československého státu a zejména pak ideje boje za svébytnost, svobodu a demokracii v době vzniku samostatného státu, za druhé světové války i v novodobé historii. Časopis je určen pro členy ČsOL, válečné veterány, sympatizanty a také širokou veřejnost, kterou zajímá tato problematika.
Elektronickou podobu časopisu lze nalézt na webových stránkách ČsOL, v rubrice Projekty.